# Prosopocera aemilii
Prosopocera aemilii es una especie de escarabajo longicornio del género Prosopocera, categorizada en la tribu Prosopocerini, de la subfamilia Lamiinae. Fue descrita por Aurivillius en 1907.

## Descripción
Mide 16-25 mm de longitud.

## Distribución
Se distribuye por Benín, Camerún, Costa de Marfil, Gabón, Ghana, Malí, Guinea Ecuatorial, República Centroafricana, República Democrática del Congo y República del Congo.